# Walther Mayer
Walther Mayer (Graz, 1887 – Princeton, 1948) è stato un matematico austriaco, di origini ebree.
Mayer studiò al Politecnico federale di Zurigo e all'Università di Parigi, ma ricevette una laurea in matematica all'Università di Vienna, nel 1912.
Dopo la prima guerra mondiale divenne professore all'Università di Vienna. Lavorò nell'ambito della topologia (scoprì con Leopold Vietoris la successione di Mayer-Vietoris) e lavorò anche in geometria differenziale, pubblicando il testo Lezioni di Mayer sulla geometria differenziale.
Nel 1929 divenne assistente di Albert Einstein. Dal 1931 al 1936 collaborò con lo scienziato per la stesura della teoria della relatività. Nel 1933, dopo la presa di potere di Adolf Hitler, seguì Einstein negli Stati Uniti e divenne professore a Princeton. Morì nel 1948.